# Wioleta Iwanowa
| Odkryte planetoidy: 14 | Odkryte planetoidy: 14 |
| ---------------------- | ---------------------- |
| (3860) Plovdiv         | 8 sierpnia 1986        |
| (4102) Gergana         | 15 października 1988   |
| (4893) Seitter         | 9 sierpnia 1986        |
| (5950) Leukippos       | 9 sierpnia 1986        |
| (7079) Baghdad         | 5 września 1986        |
| (9732) Juchnovski      | 24 września 1984       |
| (9936) Al-Biruni       | 8 sierpnia 1986        |
| (11852) Shoumen        | 10 września 1988       |
| (11856) Nicolabonev    | 11 września 1988       |
| (12246) Pliska         | 11 września 1988       |
| (13498) Al Chwarizmi   | 6 sierpnia 1986        |
| (13930) Tashko         | 12 września 1988       |
| (14342) Iglika         | 23 września 1984       |
| (22283) Pytheas        | 6 sierpnia 1986        |
| 1. 2.                  |                        |

Wioleta G. Iwanowa (bułg. Виолета Иванова) – bułgarska astronom pracująca w Bułgarskim Obserwatorium Narodowym.
W latach 1984–1988 Ivanova odkryła 14 planetoid (3 samodzielnie oraz 11 pracując wspólnie z innymi astronomami). W uznaniu jej zasług planetoida (4365) Ivanova została nazwana jej nazwiskiem.